# Lightfoot!
| Recensione | Giudizio |
| ---------- | -------- |
| AllMusic   | [ 1 ]    |

Lightfoot! è l'album di debutto del cantautore canadese Gordon Lightfoot, pubblicato dalla United Artists Records nel gennaio (altre fonti indicano il mese di marzo) del 1966.

## Tracce
Brani composti da Gordon Lightfoot, eccetto dove indicato
Lato A
1. Rich Man's Spiritual – 2:47
2. Long River – 2:47
3. The Way I Feel – 3:42
4. For Lovin' Me – 2:26
5. The First Time Ever I Saw Your Face – 3:07 (Ewan McColl)
6. Changes – 2:30 (Phil Ochs)
7. Early Mornin' Rain – 3:00

Lato B
1. Steel Rail Blues – 2:48
2. Sixteen Miles – 2:06
3. I'm Not Sayin' – 2:27
4. Pride of Man – 2:33 (Hamilton Camp)
5. Ribbon of Darkness – 2:40
6. Oh, Linda – 3:10
7. Peaceful Waters – 2:03

## Musicisti
- Gordon Lightfoot - voce, chitarra
- David Rea (o) Bruce Langhorne - seconda chitarra (brani: Long River e Peaceful Waters)
- Bill Lee - basso

Note aggiuntive
- John Court - produttore (A Grosscourt Production), note di retrocopertina album
- Barry Feinstein - fotografia copertina frontale album
- Dan Kramer - fotografia retrocopertina album[5]